# دین در اتیوپی

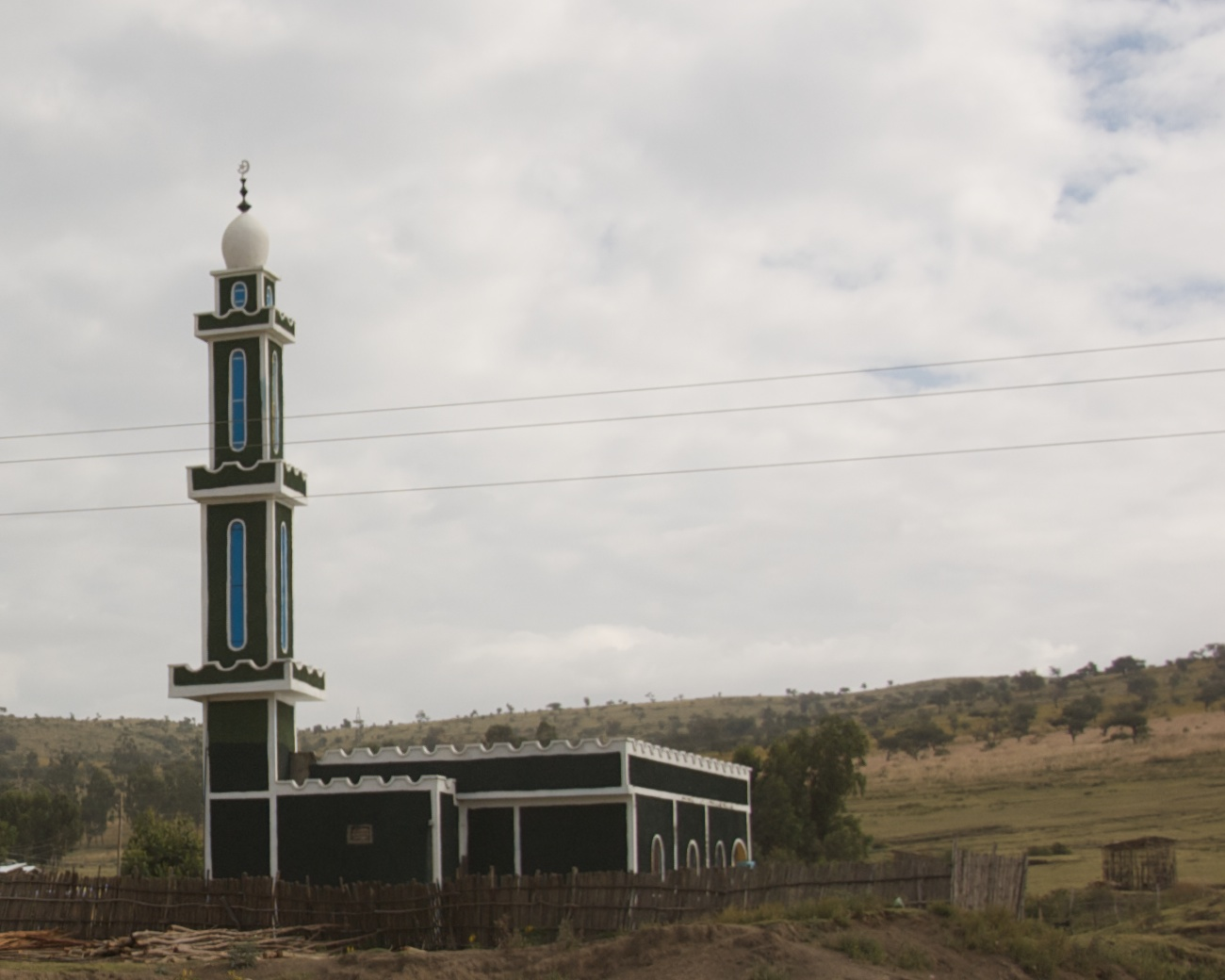

دین در اتیوپی (انگلیسی: Religion in Ethiopia)، اتیوپی با تعدد ادیان روبرو است که در میان این ادیان که عمدتاً ادیان ابراهیمی هستند، مسیحیت (ارتدکس اتیوپی، پنتای، کاتولیک)، دارای بیشترین پیرو و اسلام در مقام بعدی است. همچنین یک جامعه یهودی قدیمی اما کوچک وجود دارد. بعضی از پیروان بهائیت نیز در تعدادی از مناطق شهری و روستایی وجود دارند. علاوه بر این، تعداد کمی از پیروان ادیان سنتی وجود دارند که عمدتاً در جنوب غربی کشور زندگی می‌کنند.
بر اساس سرشماری ملی انجام شده در سال ۲۰۰۷، بیش از ۳۲ میلیون نفر یا ۴۳٫۵ درصد جمعیت، مسیحیان ارتدوکس اتیوپی هستند، بیش از ۲۵ میلیون یا ۳۳٫۹ درصد مسلمان، ۱۳٫۷ میلیون، یا ۱۲٫۶ درصد، پروتستان و تنها کمتر از دو میلیون نفر یا ۲٫۶٪ پیرو اعتقادات سنتی بودند. نه در سرشماری سال ۲۰۰۷، و نه در سرشماری سال ۱۹۹۴، پاسخ‌ها با جزئیات بیشتر گزارش نشده‌آند، به عنوان مثال، کسانی که خود را به عنوان هندو، یهودی، بهائی، آگنوستیک (منکر وجود خدا) یا بی خدا معرفی می‌کردند، به عنوان «دیگران» بحساب می‌آمدند.
پادشاهی آکسوم در اتیوپی و اریتره امروزی یکی از اولین کشورهای مسیحی جهان بود و در قرن چهارم مسیحیت را به عنوان مذهب دولتی پذیرفته بود.

## مسیحیت

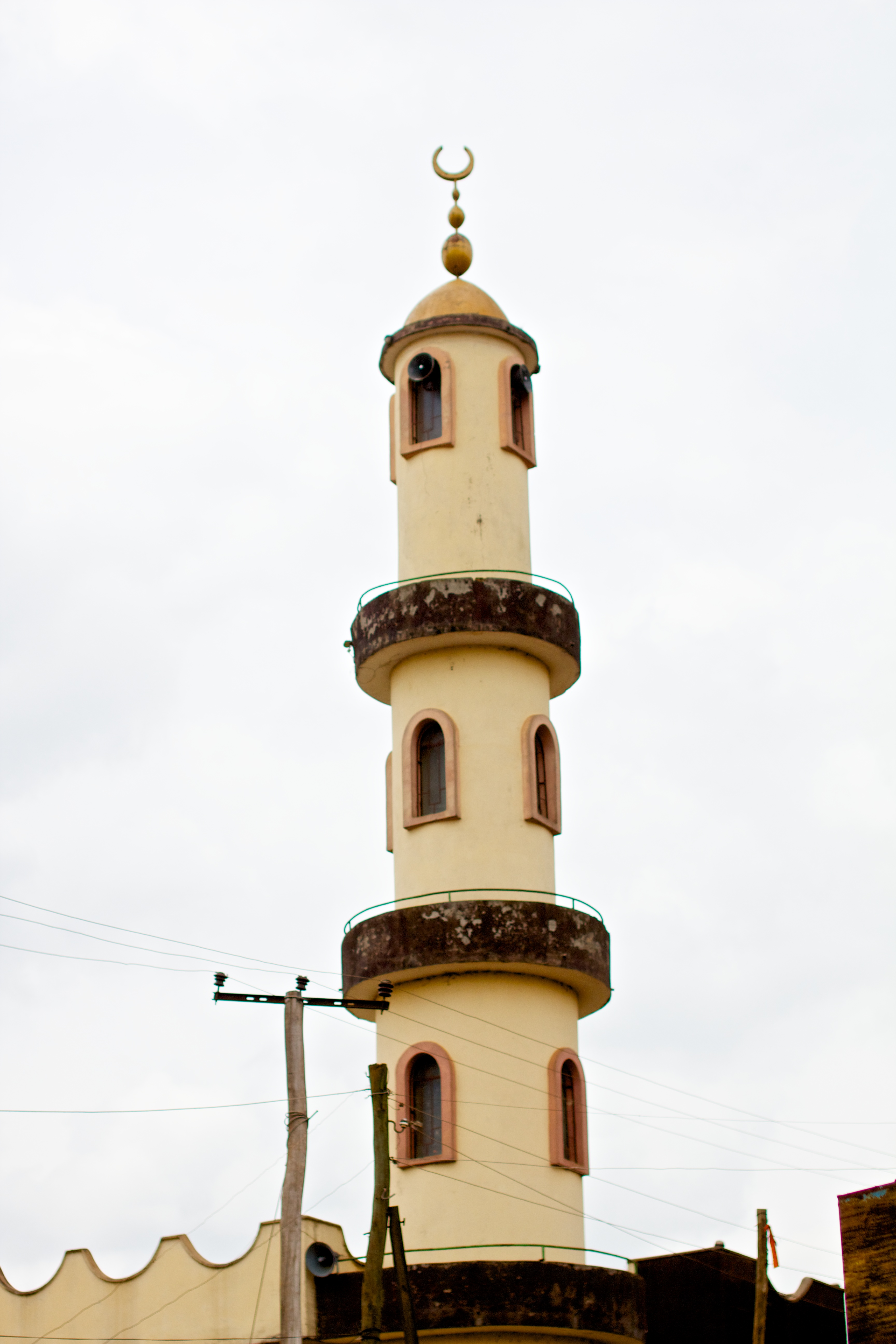
.

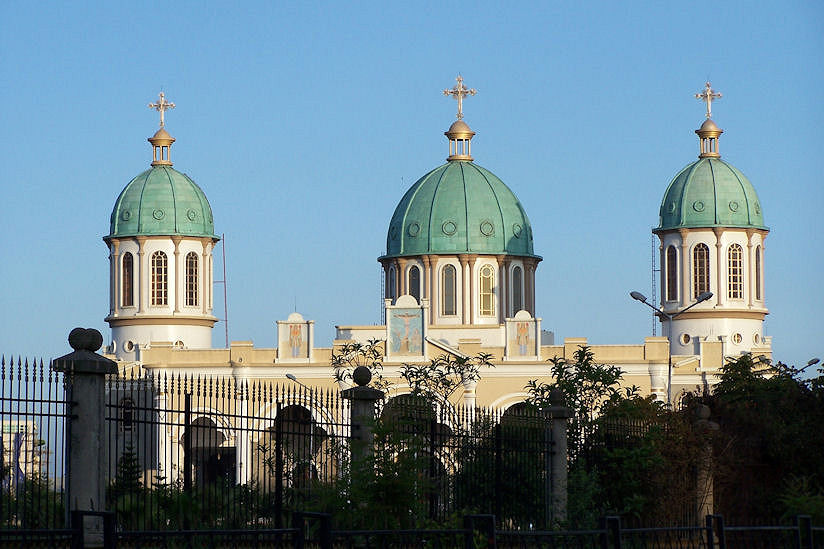
.

اتیوپی یکی از قدیمی‌ترین دولتهای مسیحی جهان است. کلیسای ارتدکس اتیوپی، یک کلیسای ارتدکس شرقی است که بزرگترین فرقه مسیحی در اتیوپی است. تا سال ۱۹۵۹ این بخشی از کلیسای ارتدکس قبطی بود و تنها کلیسای ارتدکس پیش از استعمار در کشورهای جنوب صحرای آفریقا است. گفته می‌شود رسول متیو مقدس در اتیوپی فوت کرده‌است.

## اسلام

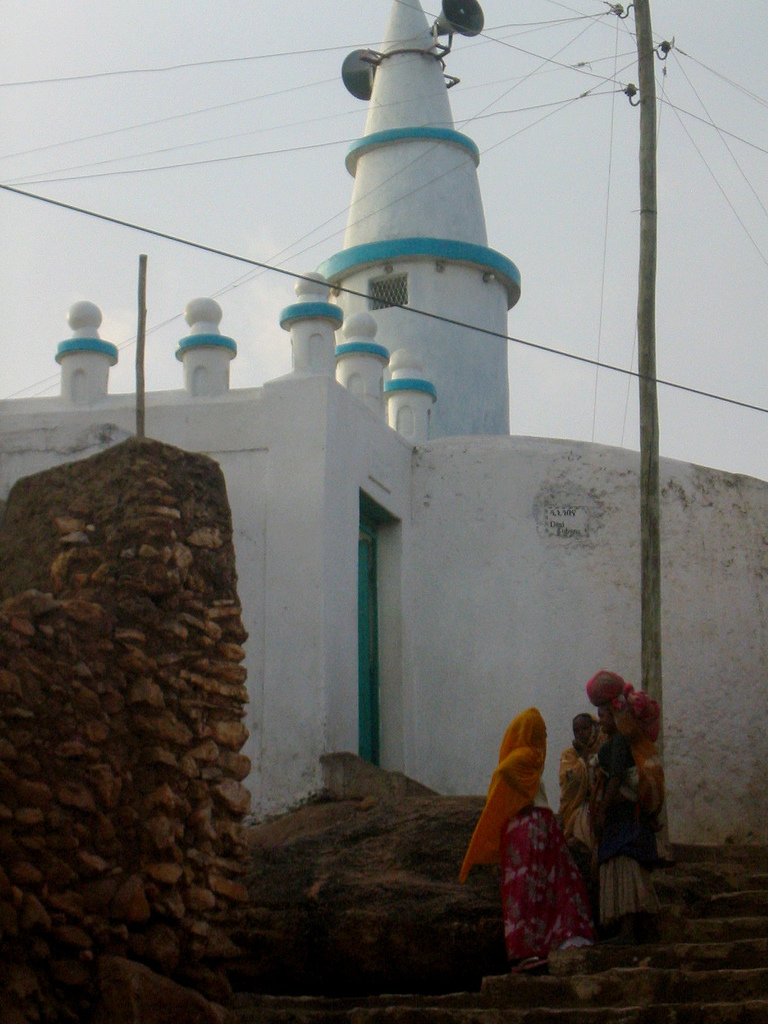
دین در اتیوپی

سابقه اسلام در اتیوپی به دوران بنیانگذاری این دین می‌رسد که در سال ۶۱۵ میلادی، هنگامی که گروهی از مسلمانان که به وسیلهٔ محمد هدایت شده بودند، برای فرار از آزار و اذیت اهالی مکه، از طریق اریتره امروزی به اتیوپی آمدند، کشوری که اشما بن ابجر، یک پادشاه مسیحی معتقد در آنجا حکومت می‌کرد. یکی از نفرات گروه، بلال ابن ریبه، اولین مؤذن، شخصی که پیروان دین (اسلام) را به نماز فرا می‌خواند، و یکی از برجسته‌ترین یاران محمد، اهل ابیسینیا (اریتره، اتیوپی و غیره) بود. همچنین، بزرگترین گروه قومی غیر عرب حامی محمد، اهالی اتیوپی بودند.
بر طبق آخرین اطلاعات دولتی مؤسسه مرکزی آمار در سال ۲۰۰۷، مسلمانان ۳۳٫۹٪ جمعیت اتیوپی را تشکیل می‌دهند؛ که به نسبت سال ۱۹۹۴ که ۳۲٫۸٪ جمعیت (بر اساس آمار سرشماری آن سال) بودند افزایش یافته‌است. اما طبق برآورد وزارت امور خارجه ایالات متحده «حدود ۴۵ درصد جمعیت اتیوپی مسلمان سنی هستند.» اکثر مسلمانان اتیوپی، اهل سنت هستند و برخی هم از گروه‌های مختلف صوفی می‌باشند. اسلام در سال ۶۱۴ با اولین مهاجرت به ابی سینیا وارد اتیوپی شد. طبق امار مؤسسه مرکزی آمار، آدیس آبابا، پایتخت اتیوپی، حدود ۴۴۳٬۸۲۱ مسلمان (یا ۱۶٫۲٪ جمعیت) را در خود جای داده‌است. در حالی که مسلمانان تقریباً در هر کجای جامعه یافت می‌شوند، اسلام دین غالب در سومالی (۹۸٫۴٪)، افار (۹۵٫۳٪) و مناطق ارومیه (۴۷٫۵٪) می‌باشد.

## سیاست مذهبی در اتیوپی
در قانون اساسی سال ۱۹۹۵ آزادی مذهب تأمین شده‌است و آزادی پرستش نیز توسط قانون اساسی اتیوپی در سال‌های ۱۹۳۰ و ۱۹۵۵ تضمین شده‌است، اگرچه این اصل در بعضی از نقاط همیشه در عمل رعایت نمی‌شود. هیچ دین رسمی دولتی وجود ندارد و تشکیل احزاب سیاسی بر اساس دین ممنوع است؛ همه گروه‌های مذهبی ملزم به ثبت نام نزد دولت هستند و هر سه سال یک بار ثبت نام خود را باید تجدید کنند. تحریک یک دین علیه دین دیگر جرم محسوب می‌شود. برخی کشمکش‌ها و تنش‌ها میان اعضای کلیسای ارتدکس اتیوپی و مسیحیان پروتستان، و همچنین بین ارتدوکس اتیوپی و مسلمانان وجود دارد. طبق گفته صندوق بارناباس، به دنبال یک مشاجره، ۵۵ کلیسا در ماه مارس ۲۰۱۱ در منطقه جیمما توسط مسلمانان آتش زده شد.